# وولف گرم
وولف گرم (آلمانی: Wolf Gremm; ۲۶ فوریهٔ ۱۹۴۲ – ۱۴ ژوئیهٔ ۲۰۱۵) کارگردان فیلم، فیلم‌نامه‌نویس، و بازیگر اهل آلمان بود.
فیلم فابیان به کارگردانی وی در بخش جایزه اسکار بهترین فیلم خارجی‌زبان پنجاه و سومین دوره جوایز اسکار انتخاب شده اما نامزد جایزه نشده بود.